# Мороз Марина Ігорівна
Марина Мороз (8 вересня 1991, Вільногірськ, Дніпропетровська область, Україна) — українська спортсменка, боксерка та борчиня змішаного стилю. Чемпіонка України та Кубка світу з кікбоксингу, Чемпіонка України з боксу серед юніорів, фіналістка Чемпіонату та Кубку України з боксу серед студентів.
На початок 2018 року, вона займає 15 місце в офіційних рейтингах UFC Strawweight.

## Життєпис
Марина Мороз дебютувала у змішаних єдиноборствах 23 листопаду 2013 року на турнірі Oplot Challenge 89, піймавши на армбар в другому раунді поєдинку Яну Кузему. Марина виграла достроково і наступні п'ять боїв, причому чотири з них — армбаром, а один — технічним нокаутом (зупинка бою лікарем), і все — у першому раунді. Хардкорні фанати можуть побачити тут явну схожість з нинішньою чемпіонкою UFC у легкій вазі Ронда Роузі, яка фінішує своїх суперниць подібним чином.
У 2015 році Марина підписує контракт з найбільшим світовим промоушеном в змішаних єдиноборствах UFC. Таким чином вона стала першою українкою в UFC.
Перший бій в UFC Марина провела 11 квітня на UFC Fight Night — Gonzaga vs. Cro Cop 2 в Польщі, піймавши за 1:30 на армбар не знавши до цього моменту поразок учасницю The Ultimate Fighting 20 Джоанну Калдервуд (9-0 на момент бою). За що отримала звання «больовий вечора» та винагороду.
23 серпня на UFC Fight Night: Holloway vs. Oliveira зазнала першої поразки в кар'єрі від канадки Валері Леторно одностайним рішенням судів.
Третій бій в UFC Марина Мороз перемогла одностайним рішенням судів, дебютантку в UFC з Румунії, не знавши до цього моменту поразок Христину Станчу.
На UFC Fight Night 92 Марина Мороз зустрілась з дебютанкою UFC Деніель Тейлор. У другому раунді Марина пропустила потужний удар в щелепу, але це не завадило їй виграти бій. Судді віддали перемогу Марині роздільним рішенням.
25 червня 2017 року Марина Мороз зіткнулася з колишньою чемпіонкою UFC Карлою Еспарзою на UFC Fight Night: Chies vs. Lee. Вона програла бій одностайним рішенням судів.

## Статистика в змішаних бойових мистецтвах
| Результат | Рекорд | Противник         | Спосіб                             | Раунд | Час  | Дата            | Місце                        | Подія                                      | Примітки                               |
| --------- | ------ | ----------------- | ---------------------------------- | ----- | ---- | --------------- | ---------------------------- | ------------------------------------------ | -------------------------------------- |
| Перемога  | 10–3   | Майра Буэно Сілва | Рішення суддів (одностайне)        | 3     | 5:00 | 14 березня 2020 | Бразиліа, Бразилія           | «UFC FIGHT NIGHT 170 LEE VS. OLIVEIRA»     |                                        |
| Перемога  | 9–3    | Сабіна Мазо       | Рішення суддів (одностайне)        | 3     | 5:00 | 30 березня 2019 | Філаделфія, США              | «UFC ON ESPN 2 BARBOZA VS. GAETHJE»        |                                        |
| Поразка   | 8-3    | Анжела Хілл       | Рішення суддів (одностайне)        | 3     | 5:00 | 24 лютого 2018  | Орландо, США                 | «UFC ON FOX 28 EMMETT VS. STEPHENS»        |                                        |
| Поразка   | 8-2    | Карла Еспарза     | Рішення суддів (одностайне)        | 3     | 5:00 | 25 червня 2017  | Оклахома-Сіті, США           | «UFC Fight Night: Chiesa vs. Lee»          |                                        |
| Перемога  | 8-1    | Деніель Тейлор    | Рішення суддів (роздільне)         | 3     | 5:00 | 6 серпня 2016   | Солт-Лейк-Сіті, США          | «UFC Fight Night: Rodríguez vs. Caceres»   |                                        |
| Перемога  | 7-1    | Христина Станчу   | Рішення суддів (одностайне)        | 3     | 5:00 | 10 квітня 2016  | Загреб, Хорватія             | «UFC Fight Night: Rothwell vs. dos Santos» |                                        |
| Поразка   | 6-1    | Валері Леторно    | Рішення суддів (одностайне)        | 3     | 5:00 | 23 серпня 2015  | Саскатун, Саскачеван, Канада | «UFC Fight Night: Holloway vs. Oliveira»   |                                        |
| Перемога  | 6–0    | Джоанна Калдервуд | Підкорення (армбар)                | 1     | 1:30 | 11 квітня 2015  | Краків, Польща               | «UFC Fight Night — Gonzaga vs. Cro Cop 2»  | Нагороджена премією «Больовий вечора». |
| Перемога  | 5–0    | Каріне Сілва      | Підкорення (армбар)                | 1     | 3:27 | 1 вересня 2014  | Бразилія                     | «XFCI — XFC International 7»               |                                        |
| Перемога  | 4–0    | Ілона Авдєєва     | Технічний нокаут (Зупинка лікарем) | 1     | 1:15 | 7 вересня 2014  | Москва, Росія                | «IMAT — Moroz vs. Avdeeva»                 |                                        |
| Перемога  | 3–0    | Джин Танг         | Підкорення (армбар)                | 1     | 3:50 | 24 серпня 2014  | Китай                        | «Kunlun Fight 8 — World Tour»              |                                        |
| Перемога  | 2–0    | Феієр Хуанг       | Підкорення (армбар)                | 1     | 2:52 | 10 серпня 2012  | Китай                        | «Kunlun Fight 5 — World Tour»              |                                        |
| Перемога  | 1–0    | Яна Кузема        | Підкорення (армбар)                | 2     | 1:12 | 23 січня 2013   | Харків, Україна              | «OC — Oplot Challenge 89»                  |                                        |